# Saint-Jean (Avignon)
Pour les articles homonymes, voir Saint-Jean.
Saint-Jean est un micro-quartier de la ville d'Avignon, situé dans le quartier Avignon Nord.

## Géographie

### Hydrographie
Le micro-quartier est traversé par le Canal de Vaucluse, en provenance du Pont-des-deux-eaux, à l'est, pour rejoindre les remparts d'Avignon, à l'ouest, au niveau de la rue des teinturiers.

### Climat
Saint-Jean, comme l'ensemble de la commune d'Avignon, située dans la zone d’influence du climat méditerranéen, est soumise à un rythme à quatre temps : deux saisons sèches, dont une brève en fin d'hiver, une très longue et accentuée en été ; deux saisons pluvieuses, en automne, avec des pluies abondantes sinon torrentielles, et au printemps. Les étés sont chauds et secs, liés à la remontée des anticyclones subtropicaux, entrecoupés d’épisodes orageux parfois violents. Les hivers sont doux. Les précipitations sont peu fréquentes et la neige rare.

#### Relevés météorologiques
| Mois                              | jan. | fév. | mars | avril | mai  | juin | jui. | août | sep. | oct. | nov. | déc. | année |
| --------------------------------- | ---- | ---- | ---- | ----- | ---- | ---- | ---- | ---- | ---- | ---- | ---- | ---- | ----- |
| Température minimale moyenne (°C) | 2    | 3    | 6    | 8     | 12   | 15   | 18   | 18   | 14   | 11   | 6    | 3    | 9,6   |
| Température moyenne (°C)          | 6    | 7,5  | 11   | 13    | 17,5 | 21   | 24   | 24   | 19,5 | 15,5 | 8,5  | 7,5  | 14,7  |
| Température maximale moyenne (°C) | 10   | 12   | 16   | 18    | 23   | 27   | 30   | 30   | 25   | 20   | 13   | 10   | 19,75 |
| dont pluie (mm)                   | 36,5 | 23,3 | 24,9 | 47,5  | 45,6 | 25,4 | 20,9 | 29,1 | 89,8 | 59,6 | 52,8 | 34   | 495,4 |

Selon Météo-France, le nombre par an de jours de pluies supérieures à 2,5 litres par mètre carré est de 45 et la quantité d'eau, pluie et neige confondues, est de 660 litres par mètre carré. Les températures moyennes oscillent entre 0 et 30 °C selon la saison. Le record de température depuis l'existence de la station de l'INRA est de 40,5 °C lors de la canicule européenne de 2003 le 5 août (et 39,8 °C le 18 août 2009) et −12,8 °C le 5 janvier 1985. Les relevés météorologiques ont lieu à l'Agroparc d'Avignon.

#### Le mistral
Le vent principal est le mistral, dont la vitesse peut aller au-delà des 110 km/h. Il souffle entre 120 et 160 jours par an, avec une vitesse de 90 km/h par rafale en moyenne. Le tableau suivant indique les différentes vitesses du mistral enregistrées par les stations d'Orange et Carpentras-Serres dans le sud de la vallée du Rhône et sa fréquence au cours de l'année 2006. La normale correspond à la moyenne des 53 dernières années pour les relevés météorologiques d'Orange et à celle des 42 dernières pour Carpentras.
Légende : « = » : idem à la normale ; « + » : supérieur à la normale ; « - » : inférieur à la normale.
|                                                      | Jan.     | Fev.     | Mar.     | Avr.    | Mai.    | Jui.     | Juil.   | Aoû.    | Sept.   | Oct.    | Nov.    | Dec.     |
| Vitesse maximale relevée sur le mois                 | 106 km/h | 127 km/h | 119 km/h | 97 km/h | 94 km/h | 144 km/h | 90 km/h | 90 km/h | 90 km/h | 87 km/h | 91 km/h | 118 km/h |
| Tendance : jours avec une vitesse > 16 m/s (58 km/h) | --       | +++      | ---      | ++++    | ++++    | =        | =       | ++++    | +       | ---     | =       | ++       |

### Transports en Commun
Saint Jean est desservie par les lignes BusPlus du réseau TCRA : 1B, 7 et 11.

## Administrations municipales
Les habitants du micro-quartier Saint-Jean, peuvent se rendre à la mairie du quartier Avignon Nord.

### Services publics
- Bureau de poste[6]
- Centre de formation du CCAS d'Avignon[7]
- Préfecture de Vaucluse

## Population et société

### Démographie
5 593 habitants sont recensés sur le périmètre de la Zone de Redynamisation Urbaine (RP 2006)[réf. nécessaire], mais la population s'élève à environ 15 000 habitants si l'on inclut les cités Reine Jeanne, ainsi que les Neufs Peyres[réf. nécessaire]. En 2024, il est intégré au quartier prioritaire de la politique de la ville : Reine-Jeanne - Saint-Jean - Grange d'Orel,.
En 2006, la proportion d'habitants de nationalité étrangère s'élevait à 26,2 %, et était globalement plus jeune que l'ensemble de la commune, avec un tiers des habitants ayant moins de 20 ans, contre un quart pour la commune.
| 1999 | 2006 | 2009 | - | - | - | - | - | - | - |
| ---- | ---- | ---- | - | - | - | - | - | - | - |
| -    | -    | -    | - | - | - | - | - | - | - |

### Enseignement
- École primaire Saint-Jean, comporte 12 classes[11]

### Cultes
La paroisse catholique Saint-Jean dépend du Archidiocèse d'Avignon. Les paroissiens disposent de deux églises : l'église Notre-Dame de Lourde, et l'église Notre-Dame de la paix.

## Culture locale et patrimoine

### Patrimoine
- Rotonde ferroviaire d'Avignon
- Fontaine couverte d'Avignon